# Heka (ägyptische Mythologie)
In der ägyptischen Mythologie war Heka die Personifikation der Magie im Alten Ägypten.

## Name / Darstellung
Im Alten Reich ist er als menschengestaltiger Gott mit herunterhängenden Armen sowie Anch-Zeichen und Stab abgebildet. Sein Name ist der des Verstorbenen, der durch Heka zu den Gottheiten spricht. Daneben ist Hekas Name in zwei Hem-netjer-Titeln des Alten Reichs belegt.
Die Hieroglyphe für seinen Namen kennzeichnete zwei ineinander verwundene Flachsstränge. In ihrer Gestaltung lässt die Hieroglyphe auch die Deutung zu, zwei ineinander verwundene Schlangen würden über den Armen einer Person schweben. 
Als Folge davon wurde Heka nachgesagt, er habe gegen zwei Schlangen gekämpft und beide besiegt. Deshalb zeigen bildliche Darstellungen von Heka, wie er zwei verwundene Schlangen erdrosselt. Medizin und die Tätigkeit von Heilern wurden als Form der Magie betrachtet, so dass sich die Priesterschaft des Heka mit Medizin und Heilriten befasste.

## Bedeutung
Entsprechend der Deutung als Schöpfer des Ka wurde Heka nachgesagt, der Sohn von Atum zu sein, den man als Schöpfer von Dingen im Allgemeinen sah. Gelegentlich wurde Heka als Sohn des Chnum gesehen, der als Schöpfer von Ba, einem anderen Aspekt der Seele in der ägyptischen Mythologie, galt. In der Erscheinungsform Heka-pa-chered war er in Esna der Sohn des Chnum und der Menhit.